# جزیره گنج (فیلم ۱۹۹۹)
«جزیره گنج» (انگلیسی: Treasure Island (1999 film)) یک فیلم است که در سال ۲۴۸ منتشر شد. از بازیگران آن می‌توان به جک پالانس، مالکوم استادِرد و کوین زگرز اشاره کرد.